# Станіслав Павел Яблоновський
Станіслав Павел Яблоновський гербу Прус ІІІ (15 лютого 1762 — 27 квітня 1822) — польський князь, генерал-майор коронних військ (1783), шеф пішої королівської гвардії Великого князівства литовського, посол Речі Посполитої в Берліні (1790-95), сенатор-каштелян Варшавського князівства (1808-15), сенатор-воєвода Царства Польського (1815-22), почесний член Варшавського товариства друзів науки (1811-22). Кавалер орденів Святого Станіслава (1784) та Білого Орла (1790).

## Біографія
Представник польського шляхетського роду Яблоновських гербу Прус III. Старший син воєводи познанського і каштеляна краківського князя Антонія Барнаби Яблоновського (1732—1799) і Анни Сангушко (1739—1766). Старший зведений брат Максиміліана.
1782 року став шефом гвардійського піхотного полку Великого князівства литовського. Наступного 1783-го отримав звання генерал-майора, потім генерал-лейтенанта. 1786 року його обрано послом на сейм. 1788 вдруге став послом від Волинського воєводства на Чотирирічний сейм (1788—1792), під час роботи якого був послом  Речі Посполитої при прусському дворі в Берліні.
1807 року Станіслав Павел Яблоновський став сенатором-каштеляном Великого герцогства Варшавського, а 1812 — сенатором-воєводою Царства Польського.
Помер під час дороги до своїх маєтків на Волині.
Дружина — Теодора Валевська. Діти:
- Антоній
- Станіслав